# Ota Hofman
Ota Hofman, auch Ota Dvorský (Pseudonym) (* 10. April 1928 in Prag; † 17. Mai 1989 ebenda), war einer der bekanntesten  tschechischen Schriftsteller der Kinder- und Jugendliteratur der zweiten Hälfte des 20. Jahrhunderts und Drehbuchautor.

## Leben
Hofman wuchs im tschechischen Kostelní Lhota auf und besuchte die dortige Schule. Anschließend besuchte er ein Realgymnasium und nahm nach der Matura 1948 ein Studium der Rechtswissenschaften an der Handelsakademie auf. 1949 schrieb er sich an der Prager Film- und Fernsehfakultät der Akademie der Musischen Künste ein, wo er bis 1953 Dramaturgie und Szenaristik studierte.
Seit 1955 war Ota Hofman Dramaturg für Kinderfilme bei den Filmstudios Barrandov. Seine berühmteste Figur war Pan Tau, die er gemeinsam mit Regisseur Jindřich Polák erschuf. Auch viele andere seiner Figuren und Serien waren in den 1970er und 1980er Jahren bei Kindern populär, wie z. B. Luzie, der Schrecken der Straße. Die zumeist fantastischen Geschichten wurden neben der Tschechoslowakei auch in der DDR und in der BRD gezeigt und entstanden oft als Koproduktionen zwischen den Sendern der jeweiligen Länder. 1982 wurde Hofman Leiter für Szenaristik in den Filmstudios Barrandov.
Weitere Fernsehserien, die Hofman entwickelte und schrieb, waren Die Besucher und Unterwegs nach Atlantis. Außerdem verfasste er Drehbücher zu Märchenfilmen wie Odysseus und die Sterne.

## Filmographie (Auswahl)
- 1956: Fräulein Robinson (Robinsonka)
- 1956: Hänschens große Reise (Honzíkova cesta)
- 1957: 1:0 für Kalle (Brankár bydlí v nasí ulici)
- 1957: Jahrgang 21 (Rocnik jedenadvacet)
- 1958: TU 104 startet 6.17 (V sest rano na letisti)
- 1959: Das Geheimnis der Puderdose (Zpívající pudrenka)
- 1960: Der siebente Kontinent (Sedmý kontinent)
- 1960: Ein wunderschöner Tag (Kouzelný den)
- 1961: Das Märchen von der alten Straßenbahn (Pohádka o staré tramvaji)
- 1962: Ännchen geht zur Schule (Anicka jde do skoly)
- 1963: Clown Ferdinand und die Rakete (Klaun Ferdinand a raketa)
- 1966: Meisterdetektiv Dr. Martin (U telefonu Martin / Volejte Martina)
- 1965: Katja und das Krokodil (Káta a krokodýl)
- 1966: Ein neuer Fall für Meisterdetektiv Dr. Martin (Martin a cervené sklícko)
- 1967: Flucht (Utek)
- 1969: Der Weihnachtsmann heißt Willi
- 1970: Lucie und die Wunder (Lucie a zázraky)
- 1970: Und wieder spring’ ich über Pfützen (Už zase skáču přes kaluže)
- 1970: Pan Tau tritt auf
- 1972: Der Zug in die Station Himmel (Vlak do stanice Nebe)
- 1973: Liebe (Láska)
- 1974: Fräulein Robinson (Robinsonka)
- 1975: Die kleine Seejungfrau (Malá morská víla)
- 1976: Odysseus und die Sterne (Odysseus a hvězdy)
- 1978: Begegnung im Juli (Setkání v cervenci)
- 1978: Die Schöne und das Ungeheuer (Panna a netvor)
- 1978: Herr Tau nimmt Abschied (Od zitrka necaruji)
- 1978: Pan Tau – Alarm in den Wolken (Poplach v oblacích)
- 1979: Der Katzenprinz
- 1980: Luzie, der Schrecken der Straße (Lucie, postrach ulice)
- 1981: Die Besucher (Návštěvníci)
- 1981: Pan Tau und Claudia im Schloß
- 1981: Pan Tau geht auf Reisen
- 1981: Unterwegs nach Atlantis
- 1982: Der dritte Prinz (Tretí princ)
- 1986: Die Tintenfische aus dem zweiten Stock (Chobotnice z II.patra)
- 1987: Pan Tau wird gesucht
- 1987: Pan Tau und der lange Sonntag
- 1988: Pan Tau – Der Film
- 1990: Der letzte Schmetterling (Poslední motýl)

## Auszeichnungen
- 1984 – Goldener Gong für Die Besucher, gemeinsam mit Jindřich Polák